# آنتونیو اسکارمتا
آنتونیو اسکارمتا (اسپانیایی: Antonio Skármeta‎؛ زادهٔ ۷ نوامبر ۱۹۴۰ – درگذشتهٔ ۱۵ اکتبر ۲۰۲۴) یک نویسنده اهل شیلی بود.
وی برندهٔ جوایزی همچون «جایزهٔ ملی ادبیات شیلی» و کمک‌هزینه گوگنهایم شد.
اسکارمتا در ۱۵ اکتبر ۲۰۲۴، در سن ۸۳ سالگی درگذشت.